# Das skandalöse Mädchen
Das skandalöse Mädchen ist eine US-amerikanische Filmkomödie aus dem Jahr 1950 von Henry Levin mit Robert Cummings und Joan Caulfield in den Hauptrollen. Der Film wurde von Columbia Pictures produziert.

## Handlung
Der Künstler George Petty kann den Automobilunternehmer B. J. Manton nicht von seiner Werbekampagne mit hübschen Mädchenzeichnungen überzeugen. Mantons Tochter Connie gefallen die Zeichnungen wie auch der Künstler. Sie ermutigt ihn weiterzumachen und schon bald ist George ein erfolgreicher Maler mit Penthouse und Butler. 
Zur gleichen Zeit plant Victoria Braymore, Professorin an der Braymore-Universität, eine Reise nach New York. Dort will sie bei einer Konferenz den Behauptungen, ihre Universität sei altmodisch, entgegentreten. Victoria verlor ihre Eltern in früher Kindheit. Sie wurde von einer Gruppe älterer Professoren großgezogen. Aus Angst vor den Gefahren der Großstadt wird sie von Dr. Crutcher begleitet. In einem Kunstmuseum begegnet George Victoria, wird aber von ihr abgewiesen. George gibt vor, unter Dr. Crutcher studiert zu haben, was Victoria umdenken lässt. George lädt Victoria zum Abendessen ein. Sie will jedoch nicht ohne Dr. Crutcher zu ihm gehen. George drängt seinen Butler Beardsley, sich als sein Onkel Ben um Dr. Crutcher zu kümmern. Beim Abendessen amüsiert der betrunkene Beardsley die Doktorin. 
Victoria und George besuchen einen Nachtclub. Dort tritt ein spärlich bekleidetes Model auf, das sich von Künstlern abbilden lässt. Victorias Kleid wird von einem Getränk benässt. Sie sucht den Kosmetikraum auf, um es dort von einer Angestellten trocknen zu lassen. Während sie in Unterwäsche auf ihr Kleid wartet, wird der Club von Polizisten bei einer Razzia durchsucht. Man hält sie für das Model und nimmt sie fest. Am nächsten Tag erscheint ihr Foto und ein Bericht in der Zeitung.
Victoria kehrt nach Braymore zurück, George folgt ihr und wird als Hausmeister eingestellt. Die Aufsicht durch die misstrauische Professorin Whitman erschwert es für beide, miteinander Zeit verbringen zu können. Als Whitman sieht, wie Victoria in Georges Zimmer schleicht, damit er sie zeichnen kann, wird George gefeuert. Das Kollegium berät, welche Disziplinarmaßnahmen ergriffen werden sollen. Doch Victoria erklärt, dass sie George liebe und ihm nach New York folgen werde.
In New York versucht Victoria George zu überzeugen, an Stelle von seriösen Gemälden weiterhin sexy Zeichnungen, die Petty Girls, zu erstellen. Dies verärgert George so sehr, dass er sie rauswirft. Victoria kann die Zeichnung von ihr mitnehmen und einem Kunstmuseum übergeben. Victoria erhält ein Engagement in einer Kabarettshow. George erwirkt eine gerichtliche Verfügung, dass sie nicht als Petty Girl auftreten darf. Als Victoria erfährt, dass Connie eine Party für George gibt, führt sie ihren Auftritt auf der Party vor, da die Verfügung nicht für private Anlässe gilt. Manton ist von ihrer Show so begeistert, dass er George einen Werbevertrag anbietet. George sieht ein, dass Victoria sein Talent richtig eingeschätzt hat und kommt wieder mit ihr zusammen.

## Produktion

### Hintergrund
Gedreht wurde der Film vom 6. September bis zum 15. Oktober 1949 in Big Bear Lake und am Lake Arrowhead.
Der Originaltitel The Petty Girl bezieht sich auf die gleichnamige Zeichnung, die George Petty um 1930 für eine Brauerei anfertigte. RKO Pictures sicherte sich 1942 die Rechte und plante eine landesweite Suche nach einer unbekannten Schauspielerin für die Titelrolle. George Petty sollte als technischer Berater mitarbeiten. 1946 verkaufte RKO die Rechte an Columbia.

### Stab
Walter Holscher oblag die künstlerische Leitung. William Kiernan war für das Szenenbild zuständig, Jean Louis für die Kostüme. Assistent des Chefkameramannes William E. Snyder war Richard H. Kline.

### Besetzung
In kleinen nicht im Abspann erwähnten Nebenrollen traten John Bleifer, Don Dillaway, Franklyn Farnum, Bess Flowers, Tippi Hedren in ihrer ersten Filmrolle, Russell Hicks, Kathleen Howard, Harold Miller, Movita, Barry Norton, Ray Teal, Philip Van Zandt, Tito Vuolo und Ian Wolfe auf. Ebenfalls unerwähnt blieb Raymond Largay in der Rolle des B. J. Manton.

### Musik
Morris Stoloff war der musikalische Direktor. Das Orchester wurde von Harold Byrns und Arthur Morton geleitet.
Die Songs Fancy Free, I Love's Ya, Calypso Song sowie der Titelsong The Petty Girl stammten von Harold Arlen und Johnny Mercer.

## Veröffentlichung
Die Premiere des Films fand am 17. August 1950 in New York statt. In der Bundesrepublik Deutschland kam er am 18. Dezember 1951 in die Kinos.

## Kritiken
Das Lexikon des internationalen Films schrieb: „Harmlos unterhaltende musikalische Komödie in charmanter Inszenierung.“
Der Kritiker der The New York Times beschrieb den Film als eine lockere romantische Komödie. Er werde keine Bauchschmerzen vor Lachen hervorrufen, aber auch nicht langweilen.